# Colletes microdontus
Colletes microdontus är en biart som beskrevs av Cockerell 1937. Den ingår i släktet sidenbin och familjen korttungebin. Inga underarter finns listade i Catalogue of Life.

## Beskrivning
Könsdimorfismen är stor för arten; hanens och honans utseenden behandlas därför var för sig.
Hona:

Huvudet är brett och med en svart grundfärg, utom käkarna och delar av munskölden, som är mörkt rödbruna. Hela ansiktet utom munskölden är täckt av lång, vitaktig till gulaktig päls. Antennerna är svarta på ovansidan, mörkt gulbruna på undersidan. Mellankroppen har en svart grundfärg utom benen, som är rödbruna och täckta med vitaktig behåring. Pollenkorgen (hårtussarna på bakbenens skenben, som används för polleninsamling) är rent vit. Större delen av mellankroppens ovansida är täckt med klart brunorange päls. Vingarna är svagt gulbruna med bruna ribbor. Även bakkroppen har en svart grundfärg med undantag av bakkanterna på tergiterna (segmenten på bakkroppens ovansida), som är genomskinligt rödaktiga. Detta kan dock vara svårt att se på grund av behåringen. De tre främsta tergiterna är klädda  med kort, tillplattad, gulaktig behåring (med undantag av bakkanten på tergit 3). Första tergiten har dessutom tät, lång, upprättstående vit behåring. Längs tergiternas bakkanter har honan ljusa, breda hårband; på tergit 1 klarorange, tergit 2 gulorange och de övriga tergiterna vita till gulvita. Kroppslängden är 8 till 9 mm.
Hane:

Huvudet är brett och med en svart grundfärg, utom käkarna, överläppen och delar av munskölden, som är mörkt rödbruna. Hela ansiktet är täckt av lång, vit päls. Antennerna är svarta. Mellankroppen har en svart grundfärg utom benen, som är mörkt rödbruna och täckta med vit behåring. Större delen av mellankroppens ovansida är täckt med lång, vit päls. Vingarna är svagt gulbruna med bruna ribbor. Även bakkroppen har en svart grundfärg med undantag av bakkanterna på tergiterna (segmenten på bakkroppens ovansida), som är genomskinligt rödaktiga. Detta kan dock vara svårt att se på grund av behåringen. Tergit 1 är sparsamt klädd med korta, tillplattade, vita hår, blandat med längre, upprättstående, likaledes vita hår. Tergit 2 har ett vitt hårband i framkanten. Tergiterna har dessutom vita hårband i bakkanterna. Kroppslängden är 8 till 9 mm.

## Ekologi
Arten har påträffats flygande hela året. Den besöker blommande växter som amarantväxten Hermbstaedtia odorata, ärtväxter som akaciasläktet samt pockenholtsväxter som tiggarnötter.

## Utbredning
Utbredningsområdet omfattar stora delar av Afrika från Senegal i nordväst, Etiopien och delar av Östafrika i öster, ner till Namibia och Sydafrika i söder.